# Кралска Прусия
Кралска Прусия (на немски: Königliches Preußen; на латински: Prussia Regalis; на полски: Prusy Królewskie, Prusy Polskie) е провинция в Кралство Полша от 1466 г. до 1772 г. Включва Померелия, Хелминска земя, Помезания, Гданск, Торун и Елбльонг.
Кралска Прусия е създадена след Втория Торнски мир (1466 г.), от територията на Западна Прусия, отстъпена от държавата на Тевтонския орден и включена в Кралство Полша. Регионът става част от Полско-литовската общност през 1569 г., като неговата автономия и политически статут са реорганизирани няколко пъти по време на нейното съществуване. Кралска Прусия е разпусната през 1772 г., когато е анексирана от Кралство Прусия в първата от три подялби на Полша, а по-голямата част от нейната територия е формирана в провинция Западна Прусия. Столицата на Кралска Прусия е Познан.